# James Gandolfini
James Joseph Gandolfini (ur. 18 września 1961 w Westwood, zm. 19 czerwca 2013 w Rzymie) – amerykański aktor, trzykrotny zdobywca nagrody Emmy za rolę Tony’ego Soprano w serialu Rodzina Soprano. Grał on tam włosko-amerykańskiego bossa mafii, starającego się pogodzić swoje życie rodzinne z interesami. Zagrał także w filmach Osiem milimetrów, Prawdziwy romans, Mexican i Dorwać małego.

## Życiorys

### Wczesne lata
Gandolfini urodził się w Westwood, New Jersey we włosko-amerykańskiej rodzinie. Jego matka, Joan, była kelnerką, a ojciec, Michael Gandolfini, dozorcą. Miał jedną siostrę, Johannę. Dorastał w Park Ridge, tam ukończył szkołę średnią. Następnie dostał się na Uniwersytet Rutgersa. Gandolfini był także DJ-em w nocnym klubie Melody Bar w New Brunswick, New Jersey.

### Kariera
Do kilku znaczących ról jakie zagrał zaliczają się rola Virgila w thrillerze romantycznym Prawdziwy romans, w którym wcielił się w rolę brutalnego gangstera. W 1994 roku zagrał w filmie Na granicy ryzyka. Pojawił się także w obrazie Pod presją, ponownie jako gangster.
Kolejne dwa lata były pracowite. Na początek wystąpił Karmazynowym przypływie gdzie grał u boku Gene’a Hackmana i Denzela Washingtona. Następnie zagrał jeszcze z tymi aktorami w innych filmach; z Washingtonem w thrillerze W sieci zła w 1998 roku, a z Hackmanem w komedii Mexican w 2001 roku. W 1995 roku można go było zobaczyć jeszcze w filmie Dorwać małego.
W filmie Osiem milimetrów z 1999 roku wcielił się w postać Eddiego Poole, pobitego na śmierć przez Toma Wellesa (granego przez Nicolasa Cage’a). Inne charakterystyczne role to m.in. sprzedawcy w filmie Człowiek, którego nie było, wroga Roberta Redforda w Ostatnim bastionie oraz rola homoseksualnego mordercy w filmie Mexican.
Najbardziej rozpoznawaną rolą Gandolfiniego jest postać Tony’ego Soprano w serialu Rodzina Soprano, w której gra bossa mafii i ojca amerykańskiej rodziny. Dzięki roli w serialu otrzymał trzy nagrody Emmy dla najlepszego aktora.

### Życie osobiste
Gandolfini był żonaty z Marcy Wudarski, lecz rozwiódł się z nią w 2002 roku. Z tego związku miał syna (ur. 2000 r.). 
W 2008 ożenił się z Deborah Lin, z którą miał córkę (ur. w październiku 2012 r.). 
W wolnym czasie lubił grać na trąbce i saksofonie.
W dniu 4 maja 2006 Gandolfini miał wypadek na skuterze Vespa – potrąciła go taksówka. Musiał przejść operację kolana, co opóźniło premierę ostatnich odcinków serialu Rodzina Soprano.
Aktor zmarł 19 czerwca 2013 podczas wakacji we Włoszech. Prawdopodobną przyczyną śmierci był zawał serca.

## Filmografia
- Ostatni skaut (1991), jako ochroniarz Marcone'a
- Obcy wśród nas (1992), jako Tony Baldessari
- Prawdziwy romans (1993), jako Virgil
- Znaleźne (1993), jako Billy Coyle
- Szczęściarz (1993), jako Mike
- Włoski film (1993)
- Angie (1994), jako Vinnie
- Na granicy ryzyka (1994), jako Ben Pinkwater
- Nowy świat (1995), jako Will Caberra
- Karmazynowy przypływ (1995), jako porucznik Bobby Dougherty
- Dorwać małego (1995), jako Bear
- Pod presją (1996), jako Eddie
- Noc na Manhattanie (1997), jako Joey Allegretto
- Pistolet (1997), jako Walter
- Jak jej nie kochać (1997), jako Kiefer
- Dwunastu gniewnych ludzi (1997), jako przysięgły #6
- Perdita Durango (1997), jako Willie 'Woody' Dumas
- W sieci zła (1998), jako Lou
- Potęga przyjaźni (1998), jako Kenneth „Kenny” Kane
- Adwokat (1998), jako Al Love
- Rodzina Soprano (1999-2007), jako Tony Soprano
- Osiem milimetrów (1999), jako Eddie Poole
- A Whole New Day (1999), jako Vincent
- Mexican (2001), jako Winston Baldry
- Człowiek, którego nie było (2001), jako Big Dave Brewster
- Ostatni bastion (2001), jako pułkownik Winter
- Przetrwać święta (2004), jako Tom Valco
- Romanse i papierosy (2005), jako Nick Murder
- Wszyscy ludzie króla (2006), jako Tiny Duffy
- Samotne serca (2006), jako Charles Hildebrandt
- ABCD Camp (2007) jako Sonny Vaccaro
- Metro strachu (2009) jako burmistrz Nowego Jorku
- Witamy u Rileyów (2010) jako Doug Riley
- Wróg numer jeden (2012) jako dyrektor CIA, Leon Panetta
- Ani słowa więcej (2013) jako Albert
- Brudny szmal (2014) jako Marv

## Nagrody
- 1999: Rodzina Soprano (nominacja) Emmy wyróżniająca się rola w serialu
- 2000: Rodzina Soprano Złoty Glob najlepszy aktor w serialu dramatycznym
- 2000: Rodzina Soprano Emmy wyróżniająca się rola w serialu
- 2001: Rodzina Soprano (nominacja) Złoty Glob najlepszy aktor w serialu dramatycznym
- 2001: Rodzina Soprano Emmy wyróżniająca się rola w serialu
- 2002: Rodzina Soprano (nominacja) Złoty Glob najlepszy aktor w serialu dramatycznym
- 2003: Rodzina Soprano Emmy wyróżniająca się rola w serialu
- 2003: Rodzina Soprano (nominacja) Złoty Glob najlepszy aktor w serialu dramatycznym
- 2004: Rodzina Soprano (nominacja) Emmy wyróżniająca się rola w serialu